# Feistritzer Stausee
Feistritzer Stausee är en sjö i Österrike.   Den ligger i förbundslandet Kärnten, i den sydöstra delen av landet, 250 km sydväst om huvudstaden Wien. Feistritzer Stausee ligger 455 meter över havet.
I omgivningarna runt Feistritzer Stausee växer i huvudsak blandskog. Runt Feistritzer Stausee är det ganska tätbefolkat, med 65 invånare per kvadratkilometer.